# Audi A4 B5
L'Audi A4 B5 (sigla di progetto Typ 8D) è la prima generazione dell'Audi A4, un'autovettura di fascia medio-alta (Segmento D) prodotta dalla casa automobilistica tedesca Audi dal 1994 al 2001.

## Storia e profilo
La vettura fu presentata nell'ottobre del 1994 in sostituzione dell'ultima generazione dell'Audi 80. In seguito ad una rivoluzione nel criterio di denominazione dei modelli Audi, rivoluzione avvenuta proprio nel 1994, l'Audi 80 divenne A4, mentre gli altri due modelli presenti in gamma, ossia le Audi 100 e V8, divennero rispettivamente A6 (solo con un semplice restyling della 100 stessa) e A8. Uniche eccezioni i modelli Coupé e Cabrio, che continuarono a mantenere le rispettive semplici denominazioni e continuarono inoltre ad essere basate sul pianale dell'ultima Audi 80. La presentazione della vettura avvenne all'inizio dell'autunno 1994, ma non al solito Salone autunnale (nella fattispecie quello di Parigi), ma al di fuori di esso. La commercializzazione fu avviata nel novembre dello stesso anno.

### Caratteristiche
Stilisticamente, la prima generazione dell'Audi A4 presentava nuovi elementi, uniti però ad un'impostazione generale tesa a stabilire una sorta di continuità o comunque di diretta evoluzione rispetto all'ultima Audi 80. Le proporzioni generali del corpo vettura, sempre del tipo berlina a 3 volumi, rimasero pressoché immutate in quanto ritenute molto equilibrate, ma andando nei particolari, le novità furono assai numerose ed evidenti, come la sagomatura del frontale, ancora più tondeggiante ed aerodinamico rispetto alla 80 B4 (il Cx era pari a 0,29), già caratterizzata di suo dall'utilizzo massiccio di spigoli arrotondati. Novità nel frontale della A4 furono anche i nuovi gruppi ottici più sottili e dal disegno più moderno, nonché il paraurti più avvolgente. La vista laterale era quella che permetteva di apprezzare maggiormente quella sorta di continuità stilistica con il precedente modello, grazie anche alle fiancate bombate in corrispondenza della linea di cintura e alla simile sagomatura delle superfici vetrate laterali, mentre la coda era invece nuovamente ridisegnata, ancor più del frontale, poiché nella A4 la coda termina più bruscamente, quasi a mo' di coda tronca, mentre nella precedente Audi 80 essa era più arrotondata. Nuovi anche i gruppi ottici posteriori, meno estesi orizzontalmente. Totalmente nuovo l'abitacolo, anche se con impostazione classica comprendente un cruscotto a tre strumenti circolari e una console centrale con impianto hi-fi e comandi per la climatizzazione. La capacità del bagagliaio era di 440 litri, ma era possibile ordinare la vettura con il divano reclinabile a frazionamento asimmetrico, il che consentiva di estendere la capacità a 720 litri.
Per quanto riguarda la tecnica della A4 B5, essa mantenne lo stesso schema meccanico della precedente Audi 80, con motore in posizione anteriore longitudinale e trazione anteriore o integrale a seconda delle versioni. Il pianale utilizzato era inedito ed avrebbe fatto da base anche per la successiva edizione della Volkswagen Passat, che avrebbe debuttato di lì ad un anno, e della Škoda Superb, la cui prima generazione non vedrà però la luce prima del 2001. Tra le maggiori novità introdotte con il nuovo pianale, va senz'altro ricordato il nuovo raffinato avantreno a quadrilatero alto ad asse sterzante virtuale, sdoppiando sia gli snodi del triangolo inferiore che di quello superiore, questa soluzione venne presa dalla contemporanea Audi A8 uscita pochi mesi prima, tale avantreno era realizzato con porta mozzo in ghisa e leve in alluminio ed era montato su un telaietto ausiliario apposito. Invariato invece il retrotreno a ponte torcente, ma solo per le versioni a trazione anteriore, mentre quelle a trazione integrale montavano un retrotreno a quadrilatero alto. Su entrambi gli assi erano presenti molle elicoidali, ammortizzatori bitubo a gas e barre antirollio. L'impianto frenante era del tipo a quattro dischi, mentre lo sterzo era a cremagliera con servoassistenza.
Al suo debutto, la prima generazione della A4 venne prevista nelle seguenti motorizzazioni, all'inizio solo ed esclusivamente a benzina e tutti aspirati:
- 1.6: motorizzazione di base con distribuzione monoalbero in testa a 2 valvole per cilindro e con cilindrata di 1595 cm³ e potenza massima di 101 CV;
- 1.8: motore bialbero in testa a 5 valvole per cilindro, con cilindrata di 1781 cm³ e con potenza massima di 125 CV;
- 2.6: motore V6 distribuzione monoalbero in testa per bancata con 2 valvole per cilindro e cilindrata di 2598 cm³, in grado di erogare una potenza massima di 150 CV;
- 2.8: motore V6 monoalbero in testa per bancata con 2 valvole per cilindro e cilindrata di 2771 cm³, in grado di erogare fino a 174 CV di potenza massima.

I primi motori diesel sarebbero in ogni caso stati introdotti poco tempo dopo, all'inizio del 1995. Come già specificato in precedenza, l'Audi A4 era prevalentemente una vettura a trazione anteriore, tant'è che tutte le motorizzazioni appena elencate prevedevano tale soluzione, ma era possibile anche avere la trazione integrale in abbinamento a tutti questi motori esclusa la motorizzazione di base. Per tutte era previsto un cambio manuale a 5 marce, con la possibilità di avere a richiesta un cambio automatico a 4 rapporti per le motorizzazioni a 4 cilindri oppure a 5 rapporti per le motorizzazioni V6.

## Evoluzione

### Carriera commerciale

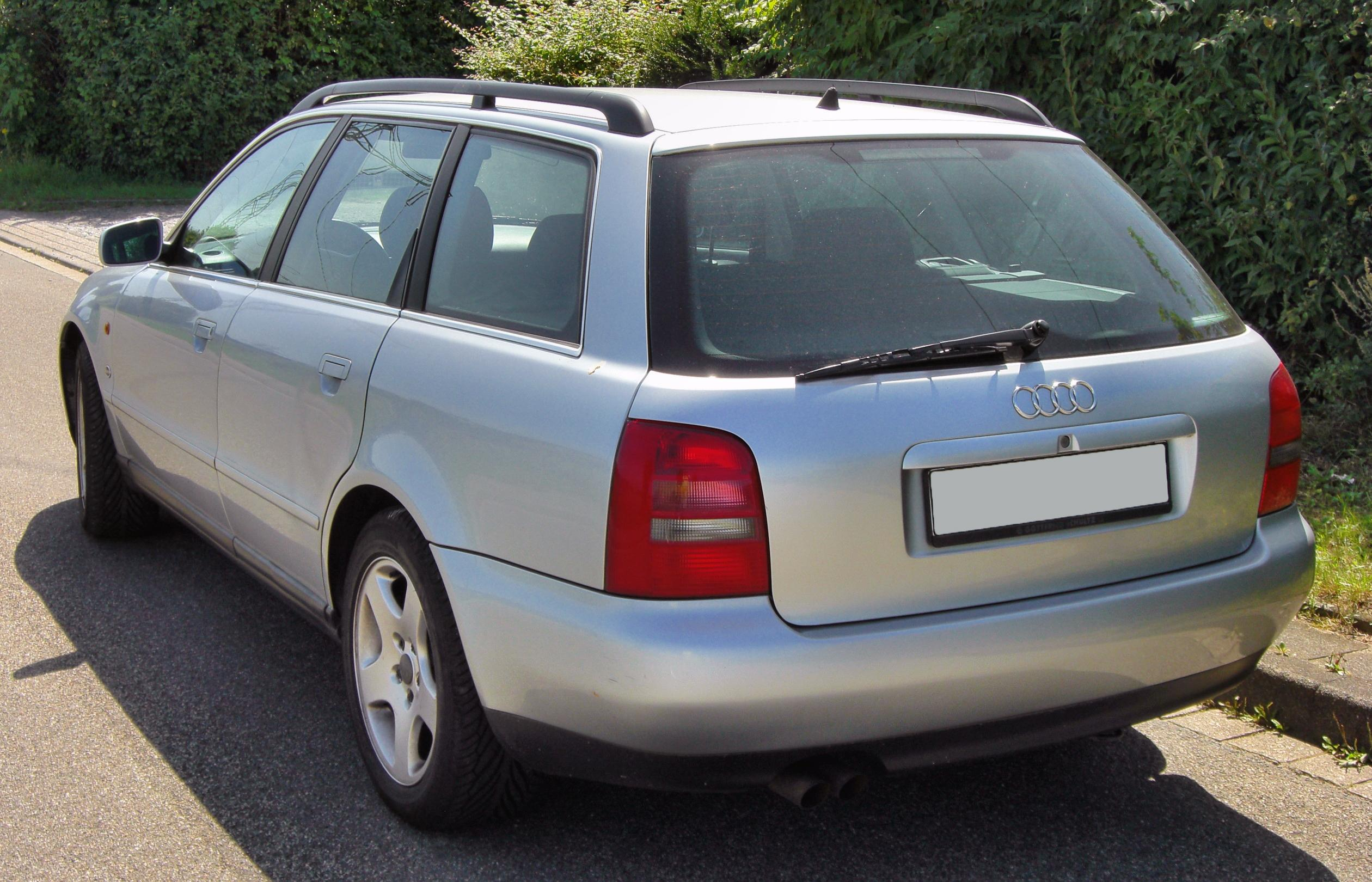
Vista posteriore di una A4 Avant

La produzione della A4 di prima generazione venne avviata proprio in quell'inizio di autunno del 1994 con le prime consegne previste per il mese di novembre. Nel gennaio del 1995, come già detto, vi fu l'introduzione dei primi motori a gasolio, anzi, del primo, giacché ne fu introdotto solo uno, costituito da un 1.9 turbodiesel con alimentazione ad iniezione diretta e con potenza massima di 90 CV. La A4 1.9 TDI, questa la sua denominazione commerciale, fu prevista solo ed unicamente con trazione anteriore. Quasi contemporaneamente vi fu anche il debutto del 1.8 turbocompresso, realizzato sulla base del già esistente 1.8 aspirato, ma con potenza portata a 150 CV.
Un anno dopo, nel gennaio del 1996, vi fu invece il debutto della versione station wagon, denominata Avant e prevista nelle stesse motorizzazioni della berlina, sia a trazione anteriore sia a trazione integrale quattro dove prevista. Ma in ogni caso, fin dal suo debutto, la A4 Avant fu ordinabile anche con un nuovo motore 1.9 TDI, derivato da quello già in gamma, ma con potenza portata a 110 CV. Circa un mese dopo, la motorizzazione di punta da 2.8 litri venne proposta anche con distribuzione a 5 valvole per cilindro e con potenza massima di 193 CV. Nel mese di agosto del 1996 vennero apportate alcune leggere modifiche di dettaglio alle plastiche dei gruppi ottici posteriori, alle serrature porta e al sistema di chiusura centralizzata. Nello stesso periodo in alcuni mercati venne lanciata anche una motorizzazione diesel di base, consistente in un 1.9 aspirato da 75 CV di potenza massima.

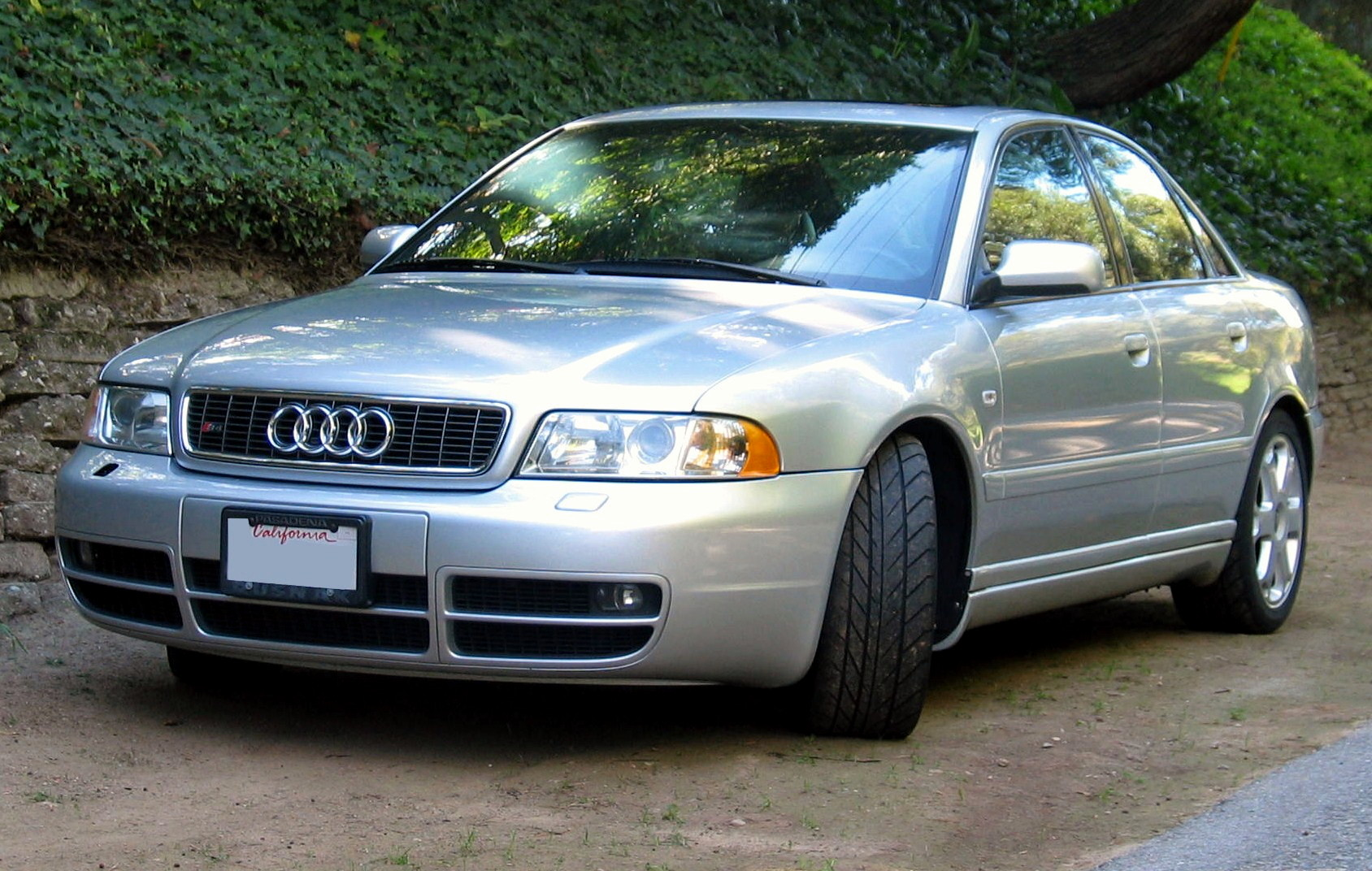
Una S4 berlina

Nella primavera del 1997 vi furono alcune rivisitazioni ai due motori di base a benzina e diesel, in modo da migliorarne l'erogazione di coppia motrice, mentre in estate vi fu un più deciso aggiornamento ai motori V6: il 2.8 da 174 CV fu infatti tolto di produzione lasciando campo libero al 2.8 più potente, mentre il 2.6 venne sostituito da un nuovo 2.4, sempre con architettura V6, ma con potenza massima che passa da 150 a 165 CV e adotta la distribuzione a 5 valvole per cilindro come il più grosso 2.8. Nello stesso periodo il 1.8 turbo venne proposto in alcuni mercati anche con potenza massima portata a 180 CV. In autunno avvenne il lancio di due nuove versioni di punta, rispettivamente con motori a benzina e a gasolio: nel primo caso si ebbe l'arrivo della Audi S4, spinta da un inedito V6 da 2,7 litri con doppia sovralimentazione ed in grado così di erogare fino a 265 CV di potenza massima. Tale versione fu disponibile sia come berlina che come station wagon, ma solo con trazione integrale. Si riconosceva esternamente per l'aggressivo paraurti anteriore e per gli specifici cerchi in lega da 17 pollici. L'altra novità, stavolta a gasolio, fu l'arrivo di un motore da 2,5 litri mutuato dalla gamma della A6 e con potenza massima di 150 CV. Sempre nell'autunno del 1997, vi fu inoltre un'altra novità veramente degna di nota, e cioè l'avvio della produzione della A4 Avant Duo, una A4 Avant a propulsione ibrida. Si trattava di fatti della prima Audi dotata di tale sistema di propulsione, circa vent'anni prima che la Casa di Ingolstadt cominciasse a diffonderlo in maniera più massiccia nella sua gamma modelli. La A4 Avant Duo era mossa da un motore 1.9 TDI da 90 CV accoppiato ad un motore elettrico da 29 CV. Questo modello sperimentale, mai entrato nel listino ufficiale Audi, venne prodotto fino al giugno dell'anno successivo in appena un centinaio di esemplari.

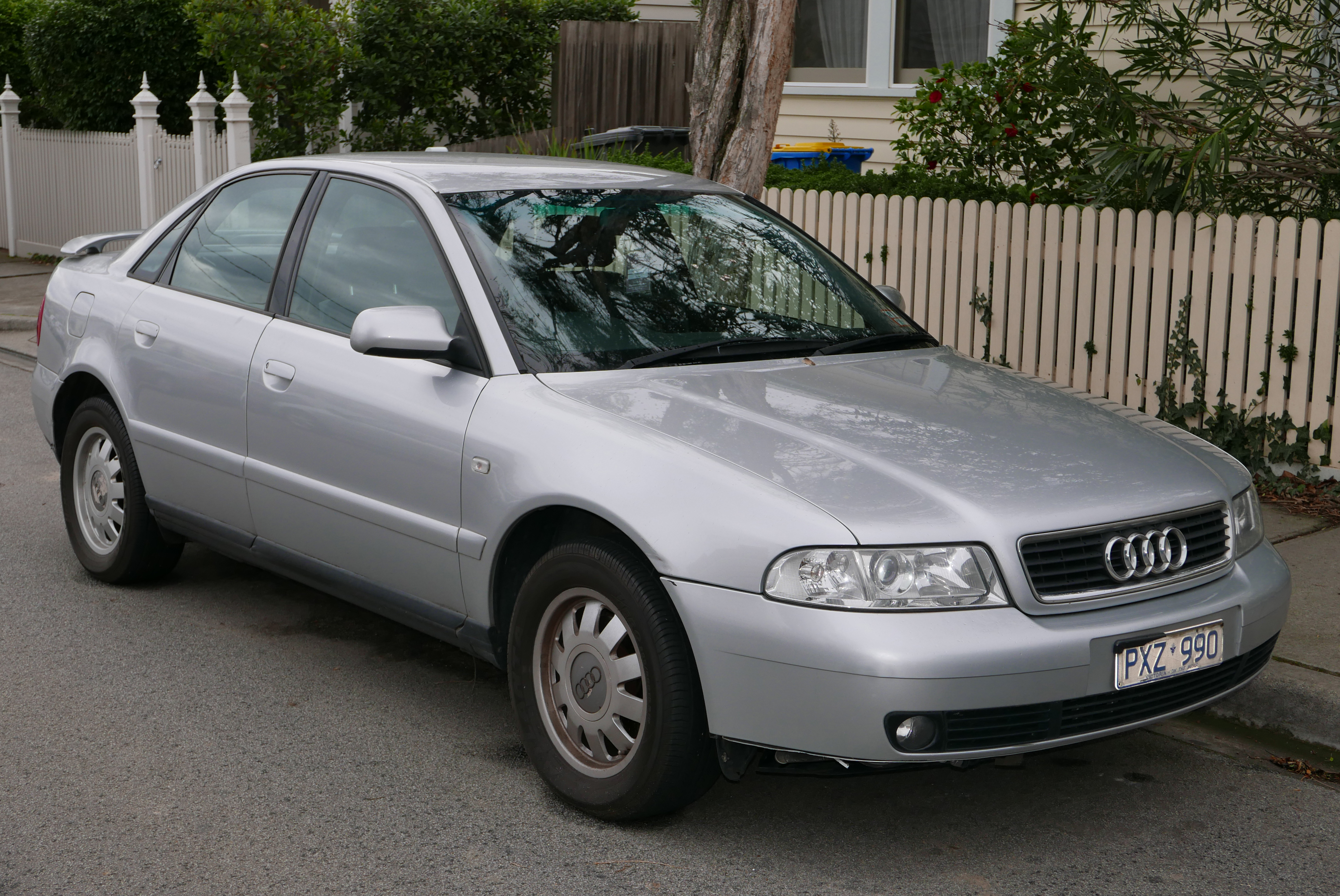
Una A4 dopo il restyling d'inizio 1999

Nessuna novità di rilievo per il 1998, se si esclude l'avvio di produzione della A4 anche in Cina, presso lo stabilimento della FAW-Volkswagen, dove la berlina tedesca fu chiamata a sostituire l'Audi 100 C3, fino a quel momento ancora in listino per il mercato locale.

### Restyling
All'inizio del 1999 vi fu il restyling di mezza età, un restyling decisamente discreto, ma comprendente in realtà non pochi aggiornamenti, anche sul piano tecnico. Esternamente, la generazione B5 aggiornata si distingueva per la comparsa di luci fendinebbia sui paraurti, per i nuovi proiettori anteriori di policarbonato trasparente senza linee con luci anabbaglianti omofocali e con lampade a xenon optional, per i gruppi ottici posteriori con plastica schiarita per le luci di retromarcia, per la calandra anch'essa rivisitata, per gli indicatori di direzione laterali ridisegnati, così come pure le maniglie porta, mentre gli ugelli lavavetro scomparvero dal cofano motore. Internamente venne ridisegnata la console centrale, mentre le dotazioni divennero più ricche arrivando a comprendere anche gli airbag per la testa e l'ESP, disponibile come optional o anche di serie (a seconda della versione) in quasi tutta la gamma escluse le versioni di base. Altre dotazioni prima opzionali (interni di radica/sportivi, pacchetto luci interne), divennero di serie. Tecnicamente gli aggiornamenti consistettero in alcune rivisitazione alle sospensioni, che vennero rinforzate, specialmente nell'asse posteriore. La gamma motori rimase invece invariata, almeno fino al mese di agosto del 1999, quando vennero apportati alcuni aggiornamenti al 1.9 diesel da 110 CV. Alla fine di quello stesso anno, sempre il 1.9 TDI venne proposto anche con sistema iniettore-pompa e con potenza di 115 CV.
Ma ormai si era già a fine carriera per la prima A4: nel giugno del 2000 vi fu tuttavia il tempo per proporre la nuova top di gamma, ossia la RS4, disponibile unicamente come station wagon e spinta letteralmente da un motore derivato direttamente da quello della S4, ma con potenza portata a ben 380 CV. Erede diretta della RS2 di alcuni anni prima, la RS4 ripropose in chiave ancora più spinta il concetto di wagon sportiva, all'epoca ancora inconsueto presso il grande pubblico. Ma nel mese di ottobre la berlina venne cancellata dai listini per fare spazio alla seconda generazione dell'A4. La versione Avant resistette ancora un anno, forte anche dell'impatto d'immagine fornito dalla potentissima RS4. Ma nel settembre del 2001 anche la giardinetta su base B5 dovette abbandonare la scena. In totale vennero prodotti 1.680.989 esemplari di Audi A4 di prima generazione, di cui 510.720 con carrozzeria station wagon.

## Tabella riepilogativa
Di seguito vengono riepilogate le caratteristiche relative alle varie versioni costituenti la gamma della prima generazione dell'Audi A4 in Europa. Si tenga presente che alcune delle motorizzazioni qui raccolte potevano essere disponibili in alcuni mercati europei e non in altri:
| Modello                  | Carrozzeria | Anni di produzione | Motore                  | Cilindrata (cm³) | Alimentazione                                                          | Potenza (CV/rpm) | Coppia Massima (Nm/rpm) | Trazione  | Cambio/n° rapporti | Velocità max (Km/h) | 0–100 km/h (secondi) | Consumo medio (l/100 km) |
| Versioni a benzina       |             |                    |                         |                  |                                                                        |                  |                         |           |                    |                     |                      |                          |
| 1.6                      | Berlina     | 11/1994-02/1997    | ADP                     | 1595             | Iniezione elettronica indiretta                                        | 101/5300         | 140/3800                | Anteriore | Manuale 5 marce    | 191                 | 11"9                 | 7,5                      |
| 1.6                      | Berlina     | 03/1997-06/2000    | AHL, ARM, ANA           | 1595             | Iniezione elettronica indiretta                                        | 101/5600         | 140/3800                | Anteriore | Manuale 5 marce    | 190                 | 12"4                 | 7,5                      |
| 1.6                      | Berlina     | 06/2000-10/2000    | ALZ                     | 1595             | Iniezione elettronica indiretta                                        | 102/5600         | 148/3800                | Anteriore | Manuale 5 marce    | 191                 | 11"9                 | -                        |
| 1.6                      | Avant       | 01/1996-02/1997    | ADP                     | 1595             | Iniezione elettronica indiretta                                        | 101/5300         | 140/3800                | Anteriore | Manuale 5 marce    | 187                 | 12"5                 | 7,6                      |
| 1.6                      | Avant       | 03/1997-06/2000    | AHL, ARM, ANA           | 1595             | Iniezione elettronica indiretta                                        | 101/5600         | 140/3800                | Anteriore | Manuale 5 marce    | 186                 | 12"1                 | 7,6                      |
| 1.6                      | Avant       | 06/2000-09/2001    | ALZ                     | 1595             | Iniezione elettronica indiretta                                        | 102/5600         | 148/3800                | Anteriore | Manuale 5 marce    | 186                 | 12"1                 | -                        |
| 1.8 20v                  | Berlina     | 11/1994-10/2000    | ADR, APT, ARG, AVV      | 1781             | Iniezione elettronica indiretta                                        | 125/5800         | 173/3950                | Anteriore | Manuale 5 marce    | 205                 | 10"6                 | 7,8                      |
| 1.8 20v                  | Avant       | 01/1996-09/2001    | ADR, APT, ARG, AVV      | 1781             | Iniezione elettronica indiretta                                        | 125/5800         | 173/3950                | Anteriore | Manuale 5 marce    | 201                 | 11"                  | 7,9                      |
| 1.8 20v quattro          | Berlina     | 11/1994-10/2000    | ADR, APT, ARG, AVV      | 1781             | Iniezione elettronica indiretta                                        | 125/5800         | 173/3950                | Integrale | Manuale 5 marce    | 201                 | 11"                  | 8,5                      |
| 1.8 20v quattro          | Avant       | 01/1996-09/2001    | ADR, APT, ARG, AVV      | 1781             | Iniezione elettronica indiretta                                        | 125/5800         | 173/3950                | Integrale | Manuale 5 marce    | 197                 | 11"3                 | 8,6                      |
| 1.8 T 20v                | Berlina     | 02/1995-10/2000    | AEB, APU, ANB, AWT, ARK | 1781             | Iniezione elettronica, turbocompressore, intercooler                   | 150/5700         | 210/ 1750-4600          | Anteriore | Manuale 5 marce    | 221                 | 8"4                  | 7,8                      |
| 1.8 T 20v                | Berlina     | 08/1997-10/2000    | AJL                     | 1781             | Iniezione elettronica, turbocompressore, intercooler                   | 180/6200         | 235/ 2000-4600          | Anteriore | Manuale 5 marce    | 231                 | 7"9                  | 8,3                      |
| 1.8 T 20v                | Avant       | 01/1996-09/2001    | AEB, APU, ANB, AWT, ARK | 1781             | Iniezione elettronica, turbocompressore, intercooler                   | 150/5700         | 210/ 1750-4600          | Anteriore | Manuale 5 marce    | 217                 | 8"6                  | 7,8                      |
| 1.8 T 20v                | Avant       | 08/1997-09/2001    | AJL                     | 1781             | Iniezione elettronica, turbocompressore, intercooler                   | 180/6200         | 235/ 2000-4600          | Anteriore | Manuale 5 marce    | 231                 | 7"9                  | 8,3                      |
| 1.8 T 20v quattro        | Berlina     | 02/1995-10/2000    | AEB, APU, ANB, AWT, ARK | 1781             | Iniezione elettronica, turbocompressore, intercooler                   | 150/5700         | 210/ 1750-4600          | Integrale | Manuale 5 marce    | 219                 | 8"6                  | 9,3                      |
| 1.8 T 20v quattro        | Berlina     | 08/1997-10/2000    | AJL                     | 1781             | Iniezione elettronica, turbocompressore, intercooler                   | 180/6200         | 235/ 2000-4600          | Integrale | Manuale 5 marce    | 230                 | 7"9                  | 9,3                      |
| 1.8 T 20v quattro        | Avant       | 01/1996-09/2001    | AEB, APU, ANB, AWT, ARK | 1781             | Iniezione elettronica, turbocompressore, intercooler                   | 150/5700         | 210/ 1750-4600          | Integrale | Manuale 5 marce    | 215                 | 8"7                  | 9,4                      |
| 1.8 T 20v quattro        | Avant       | 08/1997-09/2001    | AJL                     | 1781             | Iniezione elettronica, turbocompressore, intercooler                   | 180/6200         | 235/ 2000-4600          | Integrale | Manuale 5 marce    | 227                 | 8"                   | 9,5                      |
| 2.4 V6 30v               | Berlina     | 08/1997–10/2000    | AGA, ALF, APS, ARJ, AML | 2393             | Iniezione elettronica indiretta                                        | 165/6000         | 230/3200                | Anteriore | Manuale 5 marce    | 226                 | 8"2                  | 8,3                      |
| 2.4 V6 30v               | Avant       | 08/1997-09/2001    | AGA, ALF, APS, ARJ, AML | 2393             | Iniezione elettronica indiretta                                        | 165/6000         | 230/3200                | Anteriore | Manuale 5 marce    | 222                 | 8"4                  | 8,3                      |
| 2.4 V6 30v quattro       | Berlina     | 08/1997–10/2000    | AGA, ALF, APS, ARJ, AML | 2393             | Iniezione elettronica indiretta                                        | 165/6000         | 230/3200                | Integrale | Manuale 5 marce    | 224                 | 8"4                  | 9,1                      |
| 2.4 V6 30v quattro       | Avant       | 08/1997-09/2001    | AGA, ALF, APS, ARJ, AML | 2393             | Iniezione elettronica indiretta                                        | 165/6000         | 230/3200                | Integrale | Manuale 5 marce    | 224                 | 8"4                  | 9,1                      |
| 2.6 V6                   | Berlina     | 11/1994–07/1997    | ABC                     | 2598             | Iniezione elettronica indiretta                                        | 150/5750         | 225/3500                | Anteriore | Manuale 5 marce    | 220                 | 8"7                  | 8,8                      |
| 2.6 V6                   | Avant       | 01/1996–07/1997    | ABC                     | 2598             | Iniezione elettronica indiretta                                        | 150/5750         | 225/3500                | Anteriore | Manuale 5 marce    | 216                 | 8"9                  | 8,9                      |
| 2.6 V6 quattro           | Berlina     | 11/1994–07/1997    | ABC                     | 2598             | Iniezione elettronica indiretta                                        | 150/5750         | 225/3500                | Integrale | Manuale 5 marce    | 218                 | 8"8                  | 9,4                      |
| 2.6 V6 quattro           | Avant       | 01/1996–07/1997    | ABC                     | 2598             | Iniezione elettronica indiretta                                        | 150/5750         | 225/3500                | Integrale | Manuale 5 marce    | 214                 | 8"9                  | 9,6                      |
| 2.8 V6                   | Berlina     | 11/1994–07/1997    | AAH                     | 2771             | Iniezione elettronica indiretta                                        | 174/5500         | 245/3000                | Anteriore | Manuale 5 marce    | 230                 | 8"2                  | 8,8                      |
| 2.8 V6                   | Avant       | 01/1996–07/1997    | AAH                     | 2771             | Iniezione elettronica indiretta                                        | 174/5500         | 245/3000                | Anteriore | Manuale 5 marce    | 226                 | 8"3                  | -                        |
| 2.8 V6 quattro           | Berlina     | 11/1994–07/1997    | AAH                     | 2771             | Iniezione elettronica indiretta                                        | 174/5500         | 245/3000                | Integrale | Manuale 5 marce    | 229                 | 8"1                  | 9,6                      |
| 2.8 V6 quattro           | Avant       | 01/1996–07/1997    | AAH                     | 2771             | Iniezione elettronica indiretta                                        | 174/5500         | 245/3000                | Integrale | Manuale 5 marce    | 225                 | 8"2                  | -                        |
| 2.8 V6 30v               | Berlina     | 03/1996-10/2000    | ACK, ALG, APR, AQD, AMX | 2771             | Iniezione elettronica indiretta                                        | 193/6000         | 280/3200                | Anteriore | Manuale 5 marce    | 240                 | 7"4                  | 8,8                      |
| 2.8 V6 30v               | Avant       | 03/1996–09/2001    | ACK, ALG, APR, AQD, AMX | 2771             | Iniezione elettronica indiretta                                        | 193/6000         | 280/3200                | Anteriore | Manuale 5 marce    | 236                 | 7"6                  | 8,6                      |
| 2.8 V6 30v quattro       | Berlina     | 03/1996–10/2000    | ACK, ALG, APR, AQD, AMX | 2771             | Iniezione elettronica indiretta                                        | 193/6000         | 280/3200                | Integrale | Manuale 5 marce    | 238                 | 7"3                  | 9,6                      |
| 2.8 V6 30v quattro       | Avant       | 03/1996–09/2001    | ACK, ALG, APR, AQD, AMX | 2771             | Iniezione elettronica indiretta                                        | 193/6000         | 280/3200                | Integrale | Manuale 5 marce    | 234                 | 7"5                  | 9,4                      |
| S4                       | Berlina     | 10/1997-10/2000    | AGB, AZB                | 2671             | Iniezione elettronica indiretta, due turbocompressori, due intercooler | 265/5800         | 400/ 1850-3600          | Integrale | Manuale 6 marce    | 250                 | 5"6                  | 12                       |
| S4                       | Avant       | 10/1997-09/2001    | AGB, AZB                | 2671             | Iniezione elettronica indiretta, due turbocompressori, due intercooler | 265/5800         | 400/ 1850-3600          | Integrale | Manuale 6 marce    | 250                 | 5"7                  | 12,1                     |
| RS4                      | Avant       | 06/2000-09/2001    | ASJ, AZR                | 2671             | Iniezione elettronica indiretta, due turbocompressori, due intercooler | 380/6500         | 440/ 2500-6000          | Integrale | Manuale 6 marce    | 250                 | 4"9                  | 12,7                     |
| Versioni diesel          |             |                    |                         |                  |                                                                        |                  |                         |           |                    |                     |                      |                          |
| 1.9 DI                   | Berlina     | 03/1996–11/1998    | AFF                     | 1896             | Turbodiesel iniezione diretta                                          | 75/4000          | 150/ 1500-3200          | Anteriore | Manuale 5 marce    | 170                 | 16"1                 | -                        |
| 1.9 DI                   | Avant       | 03/1996–11/1998    | AFF                     | 1896             | Turbodiesel iniezione diretta                                          | 75/4000          | 150/ 1500-3200          | Anteriore | Manuale 5 marce    | 166                 | 16"5                 | -                        |
| 1.9 TDI (90 CV)          | Berlina     | 01/1995-10/2000    | 1Z, AHU                 | 1896             | Turbodiesel iniezione diretta, intercooler                             | 90/4000          | 202/1900                | Anteriore | Manuale 5 marce    | 183                 | 13"3                 | 5,2                      |
| 1.9 TDI (90 CV)          | Avant       | 01/1996-09/2001    | 1Z, AHU                 | 1896             | Turbodiesel iniezione diretta, intercooler                             | 90/4000          | 202/1900                | Anteriore | Manuale 5 marce    | 178                 | 13"8                 | 5,2                      |
| 1.9 TDI (110 CV)         | Berlina     | 02/1996-10/2000    | AVG                     | 1896             | Turbodiesel iniezione diretta, intercooler                             | 110/4150         | 235/1900                | Anteriore | Manuale 5 marce    | 196                 | 11"3                 | 4,9                      |
| 1.9 TDI (110 CV)         | Avant       | 02/1996-10/2000    | AVG                     | 1896             | Turbodiesel iniezione diretta, intercooler                             | 110/4150         | 235/1900                | Anteriore | Manuale 5 marce    | 192                 | 11"5                 | 4,9                      |
| 1.9 TDI quattro (110 CV) | Berlina     | 02/1996-10/2000    | AVG                     | 1896             | Turbodiesel iniezione diretta, intercooler                             | 110/4150         | 235/1900                | Integrale | Manuale 5 marce    | 194                 | 11"7                 | 5,4                      |
| 1.9 TDI quattro (110 CV) | Avant       | 02/1996-10/2000    | AVG                     | 1896             | Turbodiesel iniezione diretta, intercooler                             | 110/4150         | 235/1900                | Integrale | Manuale 5 marce    | 190                 | 11"9                 | 5,5                      |
| 1.9 TDI (115 CV)         | Berlina     | 12/1999-10/2000    | AJM                     | 1896             | Turbodiesel, iniezione diretta con iniettore-pompa, intercooler        | 115/4000         | 285/1900                | Anteriore | Manuale 6 marce    | 200                 | 10"5                 | 5,5                      |
| 1.9 TDI (115 CV)         | Avant       | 12/1999-10/2000    | AJM                     | 1896             | Turbodiesel, iniezione diretta con iniettore-pompa, intercooler        | 115/4000         | 285/1900                | Anteriore | Manuale 6 marce    | 200                 | 10"5                 | 5,5                      |
| 1.9 TDI quattro (115 CV) | Berlina     | 12/1999-10/2000    | AJM                     | 1896             | Turbodiesel, iniezione diretta con iniettore-pompa, intercooler        | 115/4000         | 285/1900                | Integrale | Manuale 6 marce    | 196                 | 10"9                 | 6,3                      |
| 1.9 TDI quattro (115 CV) | Avant       | 12/1999-10/2000    | AJM                     | 1896             | Turbodiesel, iniezione diretta con iniettore-pompa, intercooler        | 115/4000         | 285/1900                | Integrale | Manuale 6 marce    | 192                 | 11"1                 | 6,3                      |
| 2.5 V6 TDI               | Berlina     | 11/1997-10/2000    | AFB, AKN                | 2496             | Turbodiesel iniezione diretta, intercooler                             | 150/4000         | 310/ 1500-3200          | Anteriore | Manuale 6 marce    | 222                 | 9"                   | 7,3                      |
| 2.5 V6 TDI               | Avant       | 11/1997-09/2001    | AFB, AKN                | 2496             | Turbodiesel iniezione diretta, intercooler                             | 150/4000         | 310/ 1500-3200          | Anteriore | Manuale 6 marce    | 218                 | 9"2                  | 7,3                      |
| 2.5 V6 TDI quattro       | Berlina     | 11/1997-10/2000    | AFB, AKN                | 2496             | Turbodiesel iniezione diretta, intercooler                             | 150/4000         | 310/ 1500-3200          | Integrale | Manuale 6 marce    | 220                 | 8"8                  | 8,3                      |
| 2.5 V6 TDI quattro       | Avant       | 11/1997-09/2001    | AFB, AKN                | 2496             | Turbodiesel iniezione diretta, intercooler                             | 150/4000         | 310/ 1500-3200          | Integrale | Manuale 6 marce    | 216                 | 9"                   | 8,3                      |